# Svitlana Moskvina
Svitlana Moskvina (en ucraniano: Світлана Москвіна; 19 de julio de 2003) es una deportista ucraniana que compite en halterofilia. Ganó una medalla de bronce en el Campeonato Europeo de Halterofilia de 2025, en la categoría de 64 kg.

## Palmarés internacional
| Campeonato Europeo | Campeonato Europeo  | Campeonato Europeo | Campeonato Europeo |
| Año                | Lugar               | Medalla            | Categoría          |
| ------------------ | ------------------- | ------------------ | ------------------ |
| 2025               | Chisináu (Moldavia) | Medalla de bronce  | 64 kg              |